# コモ＝オセアン県
コモ＝オセアン県（フランス語: Komo-Océan）は、ガボン・エスチュエール州南部に位置する県。北のガボン河口を挟んだ対岸には首都リーブルヴィル、オウェンド、コモ＝モンダー県がある。県都はンドゾモエ。2006年1月4日まではコモ＝モンダー県のオセアン＝ゴングエ郡（Canton Océan-Gongoué）であった。
面積は3,646km2、人口は553人（2013年国勢調査）でこれはガボンの県では最も少なく、唯一人口が3桁の県でもある。男女比率は357人：196人で約6：4。

## 下位区画
2つのカントン（郡）と1つのコミューン（基礎自治体）から成る。なお、県都でもあるンドゾモエはガボンのコミューンの中で最も人口が少ない。
| 名称                 | 現地語名               | 人口 （2013年） |
| -------------------- | ---------------------- | --------------- |
| レンブエ＝ゴングエ郡 | Canton Remboué-Gongoué | 53              |
| オセアン＝ゴングエ郡 | Canton Océan-Gongoué   | 457             |
| ンドゾモエ           | Commune de Ndzomoé     | 43              |